# Classe Santa María
La classe Santa María est une classe de frégates lance-missiles (avec hélicoptère) de l'armada espagnole construite en Espagne sur le modèle de la Classe Oliver Hazard Perry.

## Description
Ces frégates arrivent dans la marine en 1986. Elles doivent être remplacées par la Classe F-110.

## Dotation
| Identifiant | Nom              | Lancement  | Date d'entrée en service | Date de retrait du service | Code d'appel | Image |
| ----------- | ---------------- | ---------- | ------------------------ | -------------------------- | ------------ | ----- |
| F-81        | Santa María (es) | 21-11-1984 | 10-12-1986               | -                          |              |       |
| F-82        | Victoria         | 23-07-1986 | 29-10-1987               | -                          |              |       |
| F-83        | Numancia (es)    | 29-01-1987 | 11-08-1988               | -                          |              |       |
| F-84        | Reina Sofía (es) | 19-07-1987 | 30-10-1990               | -                          |              |       |
| F-85        | Navarra (es)     | 23-10-1992 | 30-05-1994               | -                          |              |       |
| F-86        | Canarias (es)    | 21-06-1993 | 14-12-1994               | -                          |              |       |

## Armement
| Système                                     | Pays                   | Fabricant                         | Niveaux                                                                     |
| ------------------------------------------- | ---------------------- | --------------------------------- | --------------------------------------------------------------------------- |
| Canon                                       | Drapeau de l'Italie    | OTO Melara                        | 1 canon modèle Mk75 76mm/62                                                 |
| Lanceur de missiles anti-aérien/anti-navire | Drapeau des États-Unis | Défense unie                      | 1 lanceur lance-missiles Mk 13 d'une capacité de 40 missiles,               |
| Missiles antinavires                        | Drapeau des États-Unis | Boeing Integrated Defence Systems | RGM-84 Harpon bloc II, 8 pièces                                             |
| Missiles sol-air                            | Drapeau des États-Unis | Systèmes Raytheon                 | 32 unités de modèle AA GDC Pomona Standard SM-1MR/RIM-66E (Bloc VI/VIA/VIB) |
| Torpilles                                   | Drapeau des États-Unis | Alliant Techsystems               | 2 tubes triples de 324mm Mk 32, Mk 46 mod 5 ou Mk 50                        |
| Mitrailleuses                               | Drapeau des États-Unis | Browning Arms Company             | 2 unités du modèle Browning M2 de 12,7 mm                                   |

### Electronique
| Système                                                    | Pays                   | Fabricant          | Niveaux |
| ---------------------------------------------------------- | ---------------------- | ------------------ | --- |
| Système de contrôle de plate-forme intégré (SICP)          | Espagne                | FABA Sistemas      | Installé de 2003 à 2010                                                                                      |
| Système de combat (SCOMBA)                                 | Drapeau de l'Espagne   | FABA Sistemas      | Installé de 2003 à 2010                                                                                      |
| Système de conduite de tir (DORNA)                         | Drapeau de l'Espagne   | FABA Sistemas      | Pour le canon. Installé de 2003 à 2010                                                                       |
| Consoles multifonctions (CONAM)                            | Espagne                | Sainsel            | Installé de 2003 à 2010                                                                                      |
| Système de navigation                                      | Drapeau des États-Unis | Raytheon           | TACAN URNE-25                                                                                                |
| Radar principal                                            | Drapeau des États-Unis | Raytheon           | AN/SPS-49(V)4 ((V)5 sur les F-85 et F-86), fonctionnant dans les bandes C/D et une portée de 457 km (250 nm) |
| Radar de surface                                           | Drapeau des États-Unis | Raytheon           | AN/SPS-55, bande I et RAN 12L (indicatif du Meroka)                                                          |
| Radars de tir                                              | Drapeau des États-Unis | Raytheon           | Mk92 Mod2 et 1 x Sperry VPS-2 (Meroka)                                                                       |
| Sonar                                                      | Drapeau des États-Unis | Raytheon           | Modèle SQS-56. Gould SQR-19(V) ((V)2 sur F-85 et F-86) TACTASS (système TACTASS/LAMPS)                       |
| IFF                                                        | Drapeau de l'Espagne   | Indra Sistemas     | Installé de 2003 à 2010                                                                                      |
| Système de communication intégré ICCS-5                    | Espagne                | Indra Sistemas     | Installé de 2003 à 2010                                                                                      |
| Système de détection laser et de contre-mesures            | Drapeau de l'Espagne   | Indra Sistemas     | Modèle ELNATH Mk.9000                                                                                        |
| Flares                                                     | Drapeau du Royaume-Uni | BAE Systems        | 4 lanceurs FMC SRBOC Mk36, fusées infrarouges et lanceurs de paillettes                                      |
| Dérangeurs                                                 | Drapeau de l'Italie    | Alenia Elettronica | Modèle Nettunnel (Mk.3000 sur F-85 et F-86)                                                                  |
| leurres anti-torpilles remorqué                            | Drapeau des États-Unis | Lockheed Martin    | Modèle SLQ-25A Enhanced Nixie                                                                                |
| Système de suppression du bruit de la coque et de l'hélice | Drapeau des États-Unis |                    | Prairie-Masker                                                                                               |

## Navires comparables
- Classe Meko 200

## Articles connectés
- Liste des navires de l'Armada espagnole
- Liste des classes de frégates